# The Hague Royals

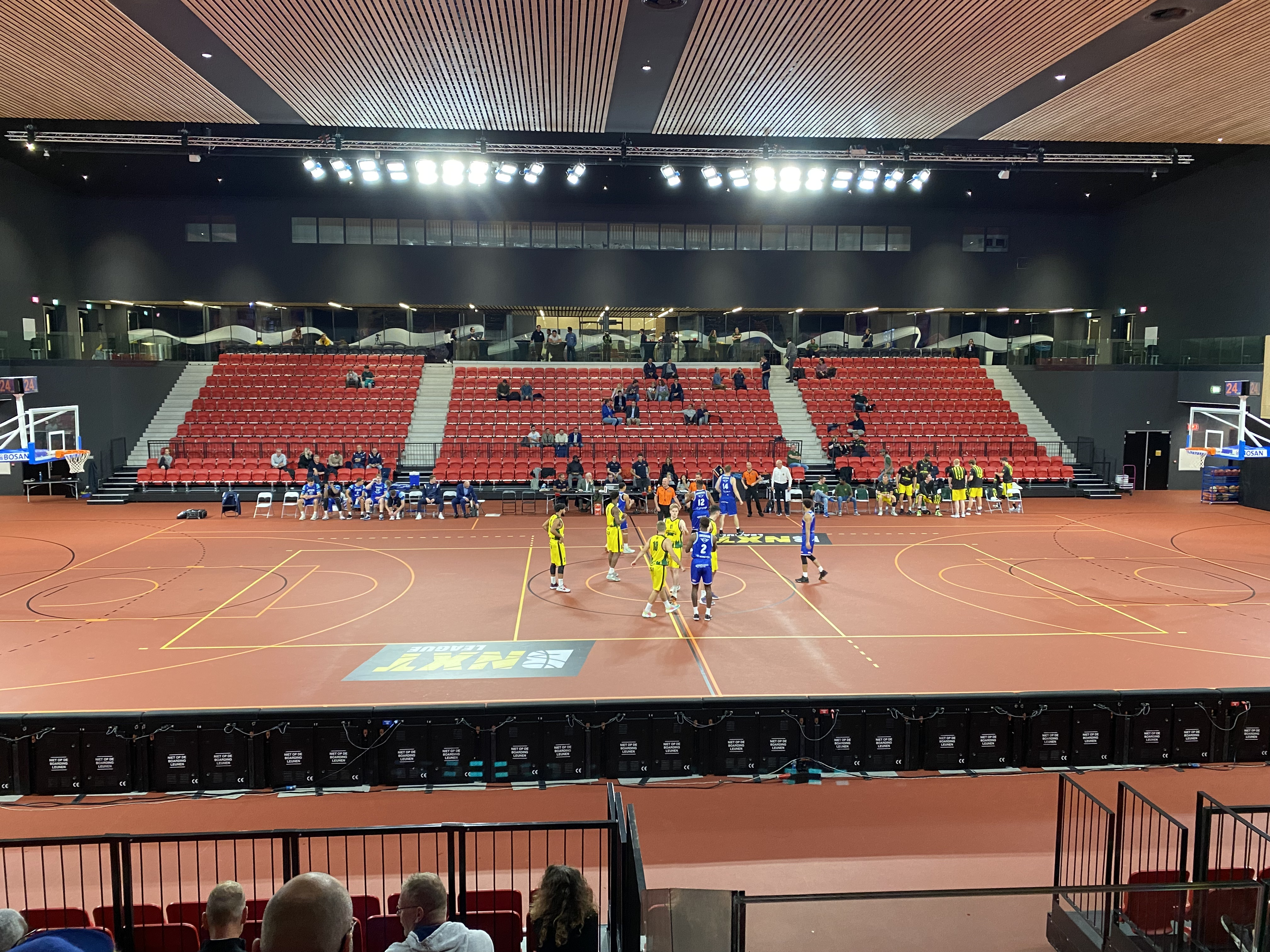
Thuiswedstrijd in de Sportcampus Zuiderpark in het seizoen 2021/22

The Hague Royals was een Nederlandse professioneel basketbalclub uit Den Haag. De club werd opgericht in 2020 en speelt in de BNXT League. De thuiswedstrijden werden gespeeld in het Sportcampus Zuiderpark. De clubkeuren zijn dezelfde als van de stad, namelijk geel en groen.

## Geschiedenis
Het laatste Eredivisie-team uit Den Haag was C3 Cobra's in het seizoen 2000-01. In mei 2020, maakten The Hague Royals hun plannen bekend om in de Dutch Basketball League (voorheen de Eredivisie) te spelen.  Bert Samson, voormalig assistent coach van ZZ Leiden, werd aangesteld als hoofdcoach. In augustus trok Royals Sam van Dijk als eerste speler aan.
Door de coronapandemie speelden de Royals hun eerste seizoen zonder publiek. Op 3 oktober 2020 speelde Royals hun eerste wedstrijd uit tegen Aris Leeuwarden, die uitliep op een verlies met 63-81. Na twee wedstrijden werd de competitie voor maanden stilgelegd door de pandemie om in januari weer te hervatten. De eerste overwinning ooit voor de club kwam op 6 februari 2021 nadat Almere Sailors werd verslagen met 85-78. De Royals eindigden op de 11e plaats in het Dutch Basketball League 2020/21 seizoen.
In het tweede seizoen van de club in de nieuwe BNXT League eindigden de Royals als laatste van de in totaal 21 teams met één gewonnen wedstrijd.
In mei 2022 werd bekend dat The Hague Royals geen licentie kreeg om in het seizoen 2022-2023 deel te nemen aan de BNXT League. Als reden gaf de licentiecommissie op dat de Royals ‘niet de nodige garanties gaven’ met betrekking tot de financiën. Dit ondanks mondelinge toezeggingen van sponsoren. De Royals gingen tegen het besluit in beroep, maar dit beroep is afgewezen. Hiermee bleef het besluit staan en speelden de Royals dat seizoen niet in de BNXT League.
Ook voor het seizoen 2023-2024 konden de Royals geen licentie bemachtigen. In september 2023 maakte het bestuur bekend dat de club zou worden opgeheven.

## Overzichtslijsten

### Eindklasseringen
- 2021 11e
Dutch Basketball League
- 2022 11e
BNXT League

- Dutch Basketball League
- BNXT League

### Coaches
- 2020-2023:  Bert Samson

### Voorzitters
- 2020–2023:  Mart Waterval

Almere · Amsterdam · Bemmel · Den Bosch · Den Haag · Den Helder · Groningen · Leeuwarden · Leiden · Rotterdam · Weert · Zwolle